# Židobolševismus

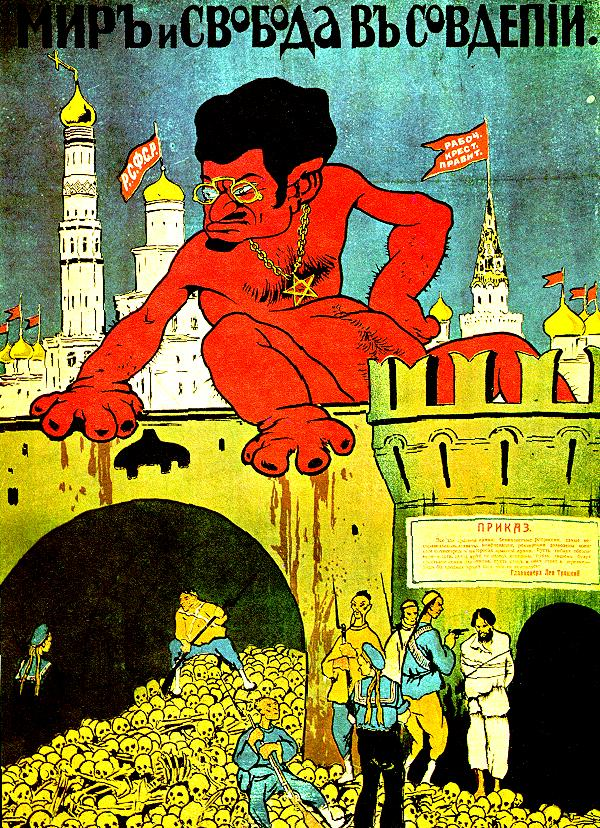
Bělogvardějský propagandistický plakát s židovským komunistou Trockým, naznačující spojitost mezi židovstvím a bolševismem

Židobolševismus je pojem, který je užíván pro spojení (z vnějšku označovaných) Židů a komunismu. Pojem není spjat s jedinou konkrétní představou propojení židovského etnika s komunismem, ale je užíván těmi, kteří jsou přesvědčeni o vině či spoluvině Židů za vznik ideje bolševismu, řízení a šíření komunistického hnutí, či poukazují na výrazné zastoupení Židů ve vedení komunistických stran, které převyšovalo jejich zastoupení v populaci konkrétních států.

## Historie
Popularitu mezi antikomunisty a antisemitskými kruhy získala tato teorie po ruské Říjnové revoluci (1917) a ve světě ve dvacátých letech s publikací a šířením pamfletů Protokoly sionských mudrců a The Jewish Bolshevism.
Ve dvacátých letech 20. století v SSSR měli Židé v bolševickém státním aparátu podstatně větší zastoupení, než by údajně odpovídalo jejich podílu na počtu obyvatel. Roku 1927 měla bolševická strana 50 000 židovských členů čili 5,21 % členstva, což byl trojnásobek demografického podílu. Tato disproporce byla tím vyšší, čím vyšší byla mocenská struktura. V politbyru byli do roku 1922 z pěti členů tři Židé (Lev Kameněv, který měl ovšem židovského pouze otce, nebyl tedy fakticky židem, tím byl pouze podle antisemitů, Grigorij Zinovjev, Lev Trockij).
Pojem židobolševismus (jüdischer Bolschewismus) přijalo a používalo mj. i nacistické Německo, čímž naznačovalo, že komunistické hnutí mělo sloužit židovským zájmům nebo že všichni Židé jsou komunisté. Tomu nahrával i fakt, že krátce existující republiky rad na území Německa a Maďarska měly v čele vůdce s židovskými předky. Dále bylo poukazováno na to, že Karl Marx (narozený jako lutherán) a Vladimír Uljanov – Lenin (dědeček z matčiny strany přestoupil k pravoslaví) měli židovské předky; sice s židovstvím neměli nic společného, ale byly na ně aplikovány budoucí norimberské zákony.
V JAR se Židé angažovali v komunistické straně (SACP) i v socialistickém odboji ANC. Přestože tvořili pouhých 0,6 % populace, měli na tomto poli obrovský vliv. Žid Joe Slovo, který byl dlouholetým předsedou komunistické strany, se podílel na tzv. Church street bombing, jednom z nejkrvavějších atentátů v historii JAR.[zdroj⁠?!] Ze 150 aktivistů odsouzených při Treason Trial v roce 1956 bylo 23 bělochů, z nich 14 byli Židé. 5 z 19 členů ozbrojeného odboje ANC (Umkhonto we Sizwe) odsouzených při Rivonijském procesu byli Židé.

### Židé a komunismus na Západě
Komunistická strana USA (CPUSA) měla v období 1921–1961 v ústředním výboru 33 % Židů. Encyclopedia of the Jewish diaspora uvádí, že ve 30. až 40. letech 20. stol. byl tento počet přes 33 %. Do padesátých let 40 % až zhruba polovinu členů CPUSA tvořili Židé. Důkazem toho, že si američtí levicoví Židé zachovali židovskou identitu, bylo, že jejich podpora CPUSA závisela na postoji SSSR, který buď vyhovoval specifickým židovským zájmům, nebo ne (podpora Izraele, vztah k nacistickému Německu atd.). Židovská podpora komunismu klesla po Stalinově návratu k antisemitismu a mnoho Židů opustilo komunistickou stranu po krizi na Středním východě v roce 1967, kdy SSSR přerušil diplomatické styky s Izraelem.
Židé se silně angažovali v období studentských protestů v 60. letech, a to jako liberální levicoví intelektuálové, radikální studenti či editoři, nakladatelé a přispěvatelé v radikálních periodikách.

## Současnost
V roce 2003 rozvířila pozornost aféra okolo výroků německého konzervativního politika Martina Hohmanna, který kritizoval opakované omluvy Němců za odpovědnost za nacismus. Poukazoval na židovskou odpovědnost za komunismus. Po četných diskuzích byl v roce 2004 vyloučen z CDU, ale v CDU nalezl i některé zastánce.

## Pojem v polštině
V polštině existuje pojem „żydokomuna“ užívaný při politické agitaci. Připisuje se jím vina Židů za komunismus; obviňování se rozšířilo mezi odpůrci bolševismu během občanské války v Rusku (1917–1920). Pojem se objevil na přelomu 20. a 30. let 20. století, kdy se Židům přisuzovalo vedení komunistického hnutí, ať už v sovětském Rusku (pozdějším SSSR), nebo v Polsku, kde byl v meziválečných letech antisemitismus hodně silný.
V polštině se používá i v dalších významech:
- Označení levicové organizace či skupiny se skutečnou či údajnou převahou Židů ve vedení.
- Přisuzuje se předválečné Komunistické straně Polska a posléze bezpečnostnímu úřadu (Urząd Bezpieczeństwa, obdoba StB), kde pracovalo ve vedoucích pozicích a vzhledem k počtu v obyvatelstvu nadměrné (podle antisemitské rétoriky) množství Židů: Jakub Berman, Roman Romkowski, Julia Brystiger, Anatol Fejgin, Józef Światło nebo Józef Różański.

V současnosti se v Polsku používá pojem ke stigmatizaci liberálních kruhů či organizací pocházejících z poválečné komunistické strany PSDS. Používají jej zejména nacionalistické skupiny; ve významných sdělovacích prostředcích se nepoužívá.